# Pie (singolo)
Pie è un singolo del rapper statunitense Future, pubblicato il 25 giugno 2017 come primo estratto della riedizione digitale del sesto album in studio Hndrxx. Il brano vanta la collaborazione del rapper Chris Brown.

## Antefatti
Inizialmente, Pie non venne inclusa all'interno di Hndrxx, ma in seguito Future decise di aggiungerla come diciottesima traccia in una versione aggiornata. Il rapper annunciò l'uscita della canzone per la prima volta ai BET Awards, dopo che gli venne chiesto di pubblicare nuova musica.

## Video musicale
Il video musicale ufficiale del brano è stato pubblicato sul canale Vevo di Future su YouTube il 25 giugno 2017, in concomitanza con l'uscita del brano. Diretto da Nick Walker, il video vede Future e Chris Brown che si rilassano su un campo da tennis e a bordo piscina mentre ordinano del cibo da asporto durante una festa in una villa di lusso.

## Classifiche

### Classifiche settimanali
| Classifica (2017) | Posizione massima |
| ----------------- | ----------------- |
| Canada            | 78                |
| Regno Unito       | 92                |